# Angelo Solerti
Angelo Solerti, né à Savone en 1865 et mort à Massa en 1907, est un bibliothécaire et critique littéraire italien.

## Biographie
Angelo Solerti étudia à l'université de Turin, où il fut l'élève de Rodolfo Renier. Après ses études, il fut professeur d'italien dans des écoles secondaires avant que des problèmes de santé ne l'obligent à renoncer à la carrière d'enseignant. Ainsi, après une courte période à la Biblioteca Marciana de Venise, il fut nommé directeur de l'éducation, dans un premier temps dans la province de L'Aquila. Mais « le climat de l'Aigle se révéla malsain pour l'historien de Savone ». En 1902, il s'installe avec la même affectation à Massa, une ville où il vécut ses dernières années avec sa famille. Il avait épousé Lina Saggini le 24 avril 1889.

### Contributions littéraires
Ses ouvrages critiques sont consacrés à la littérature italienne et au mélodrame. L'une de ses œuvres majeures est certainement la vie de Dante, Pétrarque et Boccace écrites jusqu'au XVIe siècle, qui rassemble toutes les biographies de Dante Alighieri, Francesco Petrarca e Giovanni Boccaccio, du Trecento au Cinquecento. À ces travaux s'ajoute une importante œuvre biographique sur le Tasse (Vita di Torquato Tasso, 1895) venant accompagner son édition critique de La Jérusalem délivrée, publiée en 1896. 
Tout aussi importante est sa contribution dans le domaine de l'histoire de la musique, en particulier sur le mélodrame. Solerti publia dans les premières années du XXe siècle : Les origines de l'opéra. Témoignage de ses contemporains (Turin, 1903), Les débuts du mélodrame (3 volumes, Milan-Palerme-Naples, 1904-1905) et Musique, danse et théâtre à la Cour des Médicis de 1600 à 1637 (Florence, 1905).

## Œuvres
Une bibliographie complète de ses œuvres se trouve dans Rime disperse di Francesco Petrarca o a lui attribuite, per la prima volta raccolte a cura di Angelo Solerti (Rime diverses de Pétrarque ou qui lui sont attribuées, recueillies pour la première fois par Angelo Solerti), édité à titre posthume, avec une introduction de préface et une bibliographie par Vittorio Cian (Florence, Sansoni , 1909)
- Manuel classique métrique italienne à l'accent rythmique, Ermanno Loescher, 1886
- Luigi, Lucrezia, Leonora d'Este, études de Giuseppe Campori et Angelo Solerti, Turin, éd. Loescher, Turin, 1888,
- Essai bibliographie des œuvres de Torquato Tasso, 1889
- Gerusalemme liberata, édition critique, 1896
- Autobiografie e vite de' maggiori scrittori italiani fino al secolo decimottavo, narrate da contemporanei, raccolte e annotate da Angelo Solerti, Albrighi, Segati & C., 1903
- (it) Le origini del melodramma, Turin, Fratelli Bocca, 1903, 282 p. (OCLC 797966702, lire en ligne)
  - Le origini del melodramma, G. Olms, 1969
  - Le origini del melodramma, éd. Arnaldo Forni, 1969
- Le Favolette da recitarsi cantando de Gabriello Chiabrera, éd. F.Zappa, 1903
- Gli albori del melodramma, éd. Remo Sandron, 1904
  - Gli albori del melodramma, éd. G. Olms, 1969
- Le vite di Dante, Petrarca e Boccaccio, éd. F.Vallardi, 1904
- Rime disperse di Francesco Petrarca o a lui attribuite, per la prima volta raccolte a cura di Angelo Solerti (posthume), Florence, éd. Sansoni, 1909
- Musica, ballo e drammatica alla Corte Medicea dal 1600 al 1637, B. Blom, 1968
- Angelo Solerti, Pierre de Nolhac, Le voyage en Italie d'Henri III, roi de France, et les fêtes de Venise, Ferrare, Mantoue et Turin…, Nabu Press, 2010  (ISBN 978-1-145-46955-6)

## Source de la traduction
- (it) Cet article est partiellement ou en totalité issu de l’article de Wikipédia en italien intitulé « Angelo Solerti » (voir la liste des auteurs).